# Millwall Football Club 2019-2020
Questa voce raccoglie le informazioni riguardanti il Millwall Football Club nelle competizioni ufficiali della stagione 2019-2020.

## Maglie e sponsor
| Casa | Trasferta | Terza divisa |

Sponsor ufficiale: Huski Chocolate
Fornitore tecnico: Macron

## Rosa
| N. |                              | Ruolo | Calciatore       |
| -- | ---------------------------- | ----- | ---------------- |
| 1  | Inghilterra (bandiera)       | P     | Frank Fielding   |
| 2  | Inghilterra (bandiera)       | D     | Jason McCarthy   |
| 3  | Scozia (bandiera)            | D     | Murray Wallace   |
| 4  | Inghilterra (bandiera)       | D     | Shaun Hutchinson |
| 5  | Inghilterra (bandiera)       | D     | Jake Cooper      |
| 6  | Irlanda (bandiera)           | D     | Shaun Williams   |
| 7  | Inghilterra (bandiera)       | C     | Jed Wallace      |
| 8  | Inghilterra (bandiera)       | C     | Ben Thompson     |
| 9  | Galles (bandiera)            | A     | Tom Bradshaw     |
| 10 | Inghilterra (bandiera)       | A     | Matt Smith       |
| 11 | Irlanda del Nord (bandiera)  | C     | Shane Ferguson   |
| 12 | Antigua e Barbuda (bandiera) | D     | Mahlon Romeo     |

| N. |                        | Ruolo | Calciatore          |
| -- | ---------------------- | ----- | ------------------- |
| 14 | Inghilterra (bandiera) | P     | Luke Steele         |
| 15 | Irlanda (bandiera)     | D     | Alex Pearce         |
| 16 | Irlanda (bandiera)     | C     | Jayson Molumby      |
| 17 | Inghilterra (bandiera) | D     | James Brown         |
| 18 | Inghilterra (bandiera) | C     | Ryan Leonard        |
| 19 | Inghilterra (bandiera) | A     | Tom Elliott         |
| 21 | Inghilterra (bandiera) | C     | Connor Mahoney      |
| 22 | Irlanda (bandiera)     | A     | Aiden O'Brien       |
| 23 | Islanda (bandiera)     | A     | Jón Daði Böðvarsson |
| 26 | Rep. Ceca (bandiera)   | C     | Jiří Skalák         |
| 33 | Polonia (bandiera)     | P     | Bartosz Białkowski  |
| 42 | Inghilterra (bandiera) | C     | Billy Mitchell      |